# 索安非托
索安非托（英語：Solriamfetol，商品名有：Sunosi），也叫索利氨酯，是一种有机化合物，分子式C10H14N2O2，可用于治疗睡眠呼吸暂停和發作性嗜睡病。